# Чепаниха
Чепаниха — деревня в Завьяловском районе Удмуртской Республики Российской Федерации.

## География
Находится у реки Рассоха, в 32 км к юго-востоку от центра Ижевска и в 20 км к юго-востоку от Завьялово.

## Палеонтология
В 1,8 км к северу от деревни находится одноимённое местонахождение окаменелостей пермского периода. Остатки тараканообразных насекомых из отрядов Reculida (Liomopterites novissimus,  Paraliomopterum rectum, Kostovata catagrapha) и Eoblattida (Megakhosarina chepanichensis и Mesoidelia bakhilka) найдены в тетраподной зоне Ulemosaurus svijagensis уржумского яруса.

## История
В 1931 году был создан колхоз им. И. В. Сталина.
До 25 июня 2021 года входила в состав Бабинского сельского поселения, упразднённое в связи с преобразованием муниципального района в муниципальный округ.

## Население
| 2010 | 2012 |
| ---- | ---- |
| 94   | ↘88  |

### Национальный и гендерный состав
Согласно результатам переписи 2002 года, в национальной структуре населения русские составляли 91 % из 115 чел., из них 59 мужчин, 56 женщин.

## Известные уроженцы
- Шутов Иван Никифорович (1877—1965) — российский матрос знаменитого крейсера «Варяг». Кавалер знака ордена Святого Георгия, награждён медалью «За бой „Варяга“ и Корейца»".

## Инфраструктура
Личное подсобное хозяйство.
Установлен памятник «Бойцам, погибшим в годы Великой Отечественной войны».

## Транспорт
Деревня доступна автотранспортом.